# Das Letzte Einhorn
Das letzte Einhorn, właściwie Michael Robert Rhein (ur. 18 maja 1964 w Niemczech) – wokalista zespołu In Extremo.
Wokalista nagrał z In Extremo wszystkie albumy (prócz demo). Poza tym pojawił się na albumie Hexenkessel zespołu Schandmaul. Zespół koncertował w: Meksyku, Rosji, Ameryce Północnej i Południowej, Australii, Włoszech, Argentynie, Szwecji, Norwegii, i Wielkiej Brytanii. Najbliższym przyjacielem Michaela jest Sebastian Oliver Lange – gitarzysta zespołu In Extremo.

## Dyskografia
- Schandmaul - Hexenkessel (2003, gościnnie)[3]
- Grave Digger - Rheingold (2003, gościnnie)[4]
- Rêverie - Wandel (2011, gościnnie)[5]
- Grave Digger - Clash of the Gods (2012, gościnnie)[6]